# Барашян Юрій Сергійович
Юрій Сергійович Барашян (18 жовтня 1979, Феодосія) — український професійний боксер, претендент на титул чемпіона світу, чемпіон Європи за версією EBU у напівважкій вазі (2008).

## Професіональна кар'єра
Дебютував 14 грудня 2001 року. В квітні 2003 програв за очками Андрію Шкалікову. В вересні 2003 програв за очками Роберту Штігліцу. 23 лютого 2008 року в бою проти Томаса Ульріха (Німеччина) нокаутом у восьмому раунді завоював титул чемпіона Європи за версією EBU у напівважкій вазі.
3 липня 2008 року вийшов на бій за вакантний пояс WBA у напівважкій вазі проти Уго Гарая (Аргентина). Барашян програв за очками одностайним рішенням суддів.
10 січня 2009 року вийшов на поєдинок проти чемпіона світу у напівважкій вазі за версією WBO Жолта Ердея (Угорщина). Барашян вийшов на ринг, не вклавшись в ліміт вагової категорії, і тому на титул не претендував. Барашян знову програв за очками.